# ジョン・ポール・チェイス (ギャング)
ジョン・ポール・チェイス（英:John Paul Chase, 1901年12月26日 - 1973年10月5日）は、1930年代のアメリカ合衆国のギャング。ベビーフェイス・ネルソンの相棒として知られ、1930年代に世間を騒がせたデリンジャーギャングのメンバーにも加わった。

## 略歴

### 生い立ち
1901年、サンフランシスコで生まれた。7歳のときに父親が家を出ていき、小学校を5年生で退学してサンラフェルの牧場で働いた。18歳で母親が亡くなった。
1921年に操車場の機械工として働き始めたが、海賊版の出版や密造酒と関わるようになり4年で解雇。その後ネバダ州リノのマフィアに雇われベビーフェイス・ネルソンと知り合った。意気投合した2人はシカゴとカリフォルニアを何度も往復し密造酒を運んだ。

### ギャング時代
1933年10月、ホーマー・ヴァン・メーターやトミー・キャロルを仲間にしてミネソタ州ブレイナードの銀行から3万2千ドル(現在の約67万ドル)を奪った。翌年、ヴァン・メーターのムショ仲間であるジョン・”レッド”・ハミルトンとジョン・デリンジャーが合流してデリンジャーギャングを結成。だがチェイスは積極的に犯罪に加わることはなく、専ら武器弾薬の手配や伝言役といった手伝いをしていたようである。1934年4月のリトル・ボヘミア・ロッジの銃撃戦にもいなかった。
1934年にキャロル、デリンジャー、ヴァン・メーターが相次いで殺されると、チェイスはサンフランシスコ、リノ、シカゴ、ニューヨークなどを転々として身を隠した。

### ベビーフェイス・ネルソンの死

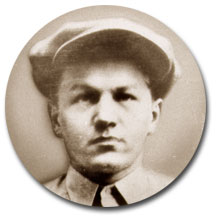
ベビーフェイス・ネルソン（本名レスター・ギリス）

10月中旬、ネバダ州ミンデンでベビーフェイス・ネルソンとネルソンの妻ヘレンと再会し、3人はシカゴに向かうことにした。しかし立ち寄った隠れ家で連邦捜査官に見つかり、イリノイ州バーリントン付近で追い詰められ銃撃戦になった。この『バーリントンの戦い』でネルソンは数発撃たれながらも捜査官のサミュエル・カウリーとハーマン・ホリスを殺害し、チェイスは捜査官の車を奪ってネルソンとヘレンを乗せて逃走した。
翌日ネルソンは死体で見つかった。捜査局は一緒にいた男をレッド・ハミルトンかアルヴィン・カーピスと推測したが、2日後にヘレンが逮捕され、彼女の自供によりチェイスの存在が明らかになった。捜査局は土地勘のあるカリフォルニアに戻るだろうと推理し、かつての職場や仲間にチェイスを見かけたら連絡するよう指示した。

### 逮捕
予想は的中した。ネルソンが死んだ4日後、彼はシカゴからシアトルに車を運ぶアルバイト募集広告を見つけ西海岸に戻った。6年前に勤めたことがあるカリフォルニア州北部マウントシャスタの魚の孵化場で働き始めたが、1934年12月27日、同僚の通報により逮捕された。
シカゴで行われた裁判で、カウリー捜査官殺害の罪で終身刑を言い渡され、3月にアルカトラズ島刑務所に移された。やがて刑務所で神父から絵画を勧められ、定期的に訪れる美術講師から油彩画を学び始めた。受刑者は屋外で絵を描くことなど出来ないため、廊下の窓や運動場から見たサンフランシスコ湾を思い出しながら独房で描いた。彼の絵は次第に評判になりサンフランシスコ市内の小さな画廊でも展示され、売れることもあった。
15年目で初の仮釈放の申請をするが、捜査局のJ・エドガー・フーヴァー長官は有能な部下2名を殺された個人的な恨みから全力で阻止した。1954年、カンザス州のレブンワース刑務所に移されたときに2度目の仮釈放申請をするが、フーヴァーは20年前のハーマン・ホリス捜査官殺害を引っ張り出して申請を無効にした。しかし弁護士は直ちに「迅速な裁判を受ける被告人の権利」を侵害していると反撃し、起訴は取り消された。
1966年10月31日、フーヴァーの努力も空しく仮釈放が認められた。サンフランシスコのベイエリアの安宿に住みながら学校の用務員をしていたが、結腸癌を患い1973年10月5日に死亡した。71歳だった。葬儀の参列者に家族や親戚はおらず、少数の知人だけだった。